# Fresh Pretty Cure!
Fresh Pretty Cure! (jap. フレッシュプリキュア! Furesshu PuriKyua!) – japońskie anime z gatunku mahō-shōjo, szóste z serii Pretty Cure, której autorem jest Izumi Todo. Seria Fresh Pretty Cure! emitowana była od 1 lutego 2009 do 31 stycznia 2010 roku. Głównym motywem serii są zarówno kolory kart, a także owoce i koniczyny. Powstał także film Eiga Furesshu PuriKyua! Omocha no Kuni wa Himitsu ga Ippai! (jap. 映画フレッシュプリキュア!　おもちゃの国は秘密がいっぱい!), którego premiera odbyła się 31 października 2009 roku.

## Postacie

### Pretty Cure
Love Momozono (jap. 桃園 ラブ Momozono Rabu) / Cure Peach (jap. キュア•ピーチ Kyua Pīchi)
Seiyū: Kanae Oki 
Czternastoletnia uczennica Public Yotsuba Junior High School. Love jest nadpobudliwą, sympatyczną i emocjonalną dziewczyną. Uwielbia taniec i jest wielką fanką zespołu tanecznego Trinity. Nie przepada za sportem i nauką. Pobiera lekcje tańca od Miyuki, liderki zespołu Trinity, którą podziwia (Miyuki postanawia nauczyć ją tańczyć jako podziękowanie za uratowanie jej w pierwszym odcinku). Love później zakłada zespół Clover ze swoimi przyjaciółkami z dzieciństwa, Miki i Inori. Później także Setsuna dołącza do grupy. Jej Pickrun, Pirun, jest różowy i nosi kucharski kapelusik na głowie. Cure Peach przedstawia się jako Różowe serce jest symbolem miłości. Świeżo zebrane Fresh, Cure Peach! (jap. ピンクのハートは愛ある印。もぎたてフレッシュ、キュア•ピーチ！ Pinku no hāto wa ai aru shirushi. Mogitate Furesshu, Kyua Pīchi!; The pink heart is the symbol of love. Freshly-picked Fresh, Cure Peach!). Strój Cure Peach jest w kolorach różowym i białym, a jej symbolem jest Serce. W formie Angel przedstawia się jako Białe serce jest sercem każdego. Świeżo trzepocące Fresh, Cure Angel! (jap. ホワイトハートはみんなの心。羽ばたけフレッシュ、キュア•エンジェル！ Howaito hāto wa minna no kokoro! Habatake Furesshu, Kyua Enjeru!; The white heart is the heart of everyone. Freshly-flapping Fresh, Cure Angel!).
Miki Aono (jap. 蒼乃 美希 Aono Miki) / Cure Berry (jap. キュア•ベリー Kyua Berī)
Seiyū: Eri Kitamura 
Czternastoletnia uczennica Private Torigoe Academy, nastawionej na rozwijanie talentów z dziedziny rozrywki. Dobra w sporcie, także ma wyczucie w modzie. Chce zostać modelką, więc stara się kontrolować. Mieszka z matką, która prowadzi salon piękności. Dołącza do grupy tańca z Love, gdyż chce kontrolować swoją figurę. Miki ma długie, jedwabiste włosy, które opadają jej do talii. Jej Pickrun, Blun, jest niebieski, nosi koronę na głowie i naszyjnik z pereł. Cure Berry przedstawia się jako Niebieskie serce jest symbolem nadziei. Świeżo zgromadzone Fresh, Cure Berry! (jap. ブルーのハートは希望の印。つみたてフレッシュ、キュア•ベリー！ Burū no hāto wa kibō no shirushi! Tsumitate Furesshu, Kyua Berī!; The blue heart is the symbol of hope. Freshly-gathered Fresh, Cure Berry!). Strój Cure Berry jest w odcieniu  koloru niebieskiego, a jej symbolem jest Pik. W formie Angel przedstawia się jako Białe serce jest sercem każdego. Świeżo trzepocące Fresh, Cure Angel! (jap. ホワイトハートはみんなの心。羽ばたけフレッシュ、キュア•エンジェル！ Howaito hāto wa minna no kokoro! Habatake Furesshu, Kyua Enjeru!; The white heart is the heart of everyone. Freshly-flapping Fresh, Cure Angel!).
Inori Yamabuki (jap. 山吹 祈里 Yamabuki Inori) / Cure Pine (jap. キュア•パイン Kyua Pain)
Seiyū: Akiko Nakagawa 
Czternastoletnia uczennica Christian Private White Clover Academy. Jest miłośniczką zwierząt i pragnie zostać lekarzem weterynarii. Love ma w zwyczaju nazywać ją „Buki”, co jest zdrobnieniem od jej nazwiska. Wygląda na spokojną i cichą osobę, ale w rzeczywistości cierpi z powodu niskiej samooceny. Aby to zmienić dołącza do zespołu Love Clover. Jej Pickrun, Kirun, jest żółty i ma „kocie uszy” na głowie. Cure Pine przedstawia się jako Żółte serce jest symbolem modlitwy. Świeżo zebrane Fresh, Cure Pine! (jap. イエローハートは祈りの印。とれたてフレッシュ、キュア•パイン！ Ierō hāto wa inori no shirushi! Toretate Furesshu, Kyua Pain!; The yellow heart is the symbol of prayers. Freshly-harvested Fresh, Cure Pine!). Strój Cure Pine jest w kolorach żółtym i pomarańczowym, a jej symbolem jest Karo. W formie Angel przedstawia się jako Białe serce jest sercem każdego. Świeżo trzepocące Fresh, Cure Angel! (jap. ホワイトハートはみんなの心。羽ばたけフレッシュ、キュア•エンジェル！ Howaito hāto wa minna no kokoro. Habatake Furesshu, Kyua Enjeru!; The white heart is the heart of everyone. Freshly-flapping Fresh, Cure Angel!).
Eas (jap. イース Īsu) / Setsuna Higashi (jap. 東 せつな Higashi Setsuna) / Cure Passion (jap. キュア•パッション Kyua Passhon)
Seiyū: Yuka Komatsu 
Gdy po raz pierwszy ją poznajemy, jest chłodną i odizolowaną dziewczyną, jedną z mieszkańców Labiryntu pracujących dla Moebiusa. Po spędzeniu czasu z dziewczynami jako szpieg zaczyna się zastanawiać, co sprawia, że czuje się szczęśliwa i powoli otwiera się na innych. Po ostatnim starciu z Cure Peach, ginie, w końcu odkrywając swoje szczęście. Jednak dzięki Akarun zostaje przywrócona dożycia i odradza się jako Cure Passion. Po tym jak odeszła z Labiryntu nie miała dokąd pójść. Spacerując po ulicach miasta spotkała Love, która zaoferowała, aby Setsuna zamieszkała z jej rodziną. Chodzi do jednej klasy z Love. Jej Pickrun, Akarun, jest czerwony, ma kokardkę głowie i małe skrzydełka. Cure Passion przedstawia się jako Szkarłatne serce jest dowodem szczęścia. Świeżo dojrzałe Fresh, Cure Passsion! (jap. 真っ赤なハートは幸せの証。うれたてフレッシュ、キュア•パッション！ Makka na hāto wa shiawase no akashi. Uretate Furesshu, Kyua Passhon!; The scarlet heart is the proof of happiness. Freshly-ripened Fresh, Cure Passion!). Strój Cure Passion jest w kolorach czerwonym i czarnym, a jej symbolem jest Trefl. W formie Angel przedstawia się jako Białe serce jest sercem każdego. Świeżo trzepocące Fresh, Cure Angel! (jap. ホワイトハートはみんなの心。羽ばたけフレッシュ、キュア•エンジェル！ Howaito hāto wa minna no kokoro! Habatake Furesshu, Kyua Enjeru!; The white heart is the heart of everyone. Freshly-flapping Fresh, Cure Angel!).

### Królestwo Słodyczy
Tart (jap. タルト Taruto)
Seiyū: Taiki Matsuno 
Wróżka, z wyglądu jest podobny do fretki domowej. Jest opiekunem Chiffon, ale zawsze ma problemy z opieką nad nią. Jest zawsze niespokojny i mówi w dialekcie Kansai. Zabiera Chiffon do świata ludzi z Królestwa Słodyczy, aby odszukać legendarne wojowniczki Pretty Cure. Często się zamartwia i narzeka, ale łatwo się wzrusza dobrą wolą innych. Uwielbia pączki Kaoru. Tart jest księciem Królestwa Słodyczy, jest zaręczony z Azukiną.
Chiffon (jap. シフォン Shifon) / Infinity (jap. インフィニティ Infiniti)
Seiyū: Satomi Kōrogi 
Mała wróżka z Królestwa Słodyczy, która lubi płatać figle innym. Love i inne dziewczyny, a także Tart, opiekują się nią. Symbol na jej czole emituje światło, które ma wiele różnych możliwości, łącznie z ofiarowaniem mocy bohaterkom, co umożliwiło im transformacje w Pretty Cure. Chiffon początkowo zachowuje się jak zwykłe dziecko. jej prawdziwą tożsamością jest Infinity, nieograniczona pamięć i boska istota.
Azukina (jap. アズキーナ Azukīna)
Seiyū: Mayu Isshiki 
Wróżka, z wyglądu przypominająca wiewiórkę, jest narzeczoną Tarta. Azukina pochodzi z królewskiej rodziny z królestwa położonego niedaleko Królestwa Słodyczy. Aby je połączyć zaaranżowano jej małżeństwo z Tartem. Azukina i Tart darzą się wielkim uczuciem i zrobią wszystko aby siebie chronić.

### Labirynt
Wrogowie  tej serii znani są jako mieszkańcy Labiryntu (jap. ラビリンス Rabirinsu; Labyrinth), a ich imiona pochodzą od angielskich nazw stron świata.
Nakewameke (jap. ナケワメーケ Nakewamēke)
Pierwszy rodzaj potworów wykorzystywanych przez członków Labiryntu do walki z Pretty Cure, podobne do Zakenna, Uzaina, Kowaina i Hoshina z poprzednich seriali z serii Pretty Cure. Ich nazwa pochodzi do słów naku (jap. 泣く) i wameku (jap. 喚く) i może oznaczać „płakać i krzyczeć”.
Nakisakebe (jap. ナキサケーベ Nakisakēbe)
Potwory, które zastąpiły Nakewameke, po raz pierwszy pojawiły się w odc. 19. W walce wykorzystywane były wyłącznie przez Eas. Ich nazwa  może oznaczać „głośno płakać”.
Sorewatase (jap. ソレワターセ Sorewatāse)
Potwory, które zastępują Nakisakebe, po raz pierwszy pojawiły się w odc. 36. Służą one jako radar mający na celu znalezienie Infinity i tylko Northa może z nich korzystać w pełni. Ich nazwa oznacza „daj mi to”.
Westar (jap. ウエスター Wesutā) / Hayato Nishi (jap. 西 隼人 Nishi Hayato)
Seiyū: Yasunori Matsumoto 
Westar po raz pierwszy pojawia się w 4 odcinku. Ma silną osobowość i zawsze mówi. Był bardzo dotknięty zdradą Eas. Wraz z Soular umiera podczas walki z Cure Berry i Cure Passion. W 46 odcinku on i Soular zostają wchłonięci przez Delete Hole stworzoną przez Moebiusa, przez co zdał sobie sprawę, że Moebius nigdy o nich nie dbał. W 48 odcinku obaj są przywróceni do życia przez Chiffon, aby mogli wesprzeć Pretty Cure w walce z Moebiusem.
Soular (jap. サウラー Saurā) / Shun Minami (jap. 南 瞬 Minami Shun)
Seiyū: Ken’ichi Suzumura 
Northa (jap. ノーザ Nōza) / Nayuta Kita (jap. 北 那由他 Kita Nayuta)
Seiyū: Misa Watanabe 
Moebius (jap. メビウス Mebiusu)
Seiyū: Tomomichi Nishimura 

## Moce Pretty Cure
Kwestie Cure Peach, Cure Berry, Cure Pine, Cure Passion

### Transformacje
Change, Pretty Cure! Beat up! The pink heart is the symbol of love. Freshly-picked Fresh, Cure Peach! The blue heart is the symbol of hope. Freshly-gathered Fresh, Cure Berry! The yellow heart is the symbol of prayers. Freshly-harvested Fresh, Cure Pine! The scarlet heart is the proof of happiness. Freshly-ripened fresh, Cure Passion! Let's Fresh! (jap. チェンジ、プリキュア！ビート・アップ！ピンクのハートは愛ある印。もぎたてフレッシュ、キュア・ピーチ！ブルーのハートは希望の印。つみたてフレッシュ、キュア・ベリー！イェローのハートは祈りの印。とれたてフレッシュ、キュア・パイン！真っ赤なハートは幸せの証。うれたてフレッシュ、キュア・パッション！レッツ・フレッシュ！)
Change, Pretty Cure! Beat up! The white heart is the heart of everyone! Freshly-flapping fresh, Cure Angel! (jap. チェンジ、プリキュア！ビート・アップ！ホワイトハートはみんなの心。羽ばたけフレッシュ、キュア・エンジェル！)

### Ataki
Cure Peach:
- Nasty things, nasty things, fly away! Pretty Cure Love Sunshine! (jap. 悪いの悪いの飛んでいけ！プリキュア・ラブ・サンシャイン！)
- Deliver, the melody of love! Cure Stick, Peach Rod! Nasty things, nasty things, fly away! Pretty Cure Love Sunshine Fresh! (jap. 届け愛のメロディ！キュアスティック、ピーチロッド！悪いの悪いの飛んでいけ！プリキュア・ラブ・サンシャイン・フレッシュ！) (+ Peach Rod)

Cure Berry:
- Nasty things, Nasty things, fly away! Pretty Cure Espoir Shower! (jap. 悪いの悪いの飛んでいけ！プリキュア・エスポワール・シャワー！)
- Echo, the rhythm of hope! Cure Stick, Berry Sword! Nasty things, bad things, fly away! Pretty Cure Espoir Shower Fresh! (jap. 響け希望のリズム！キュアスティック、ベリーソード！悪いの悪いの飛んでいけ！プリキュア・エスポワール・シャワー・フレッシュ！) (+ Berry Sword)

Cure Pine:
- Nasty things, Nasty things, fly away! Pretty Cure Healing Prayer! (jap. 悪いの悪いの飛んでいけ！プリキュア・ヒーリング・プレアー！)
- Flutter, the harmony of prayers! Cure Stick, Pine Flute! Nasty things, bad things, fly away! Pretty Cure Healing Prayer Fresh! (jap. 癒せ祈りのハーモニー！キュアスティック、パインフルート！悪いの悪いの飛んでいけ！プリキュア・ヒーリング・プレアー・フレッシュ！) (+ Pine Flute)

Cure Passion:
- Sing, the rhapsody of happiness! Passion Harp! Rage, storm of happiness! Pretty Cure Happiness Hurricane! (jap. 歌え幸せのラプソディ！パッションハープ！吹き荒れよ！幸せの嵐！プリキュア・ハピネス・ハリケーン！)

Połączone
- Clover Box, give us your power! Pretty Cure Formation! Ready... go! Happiness Leaf, Set! Pine! Plus one! Prayer Leaf! Berry! Plus one! Espoir Leaf! Peach! Plus one! Lovely Leaf! Lucky Clover Grand Finale! (jap. クローバーボックスよ、あたしたちに力を貸して！プリキュア・フォーメーション！レディ、ゴー!ハピネス・リーフ、セット！パイン！プラスワン！プレアー・リーフ！ベリー！プラスワン！エスポワール・リーフ！ピーチ！プラスワン！ラブリー・リーフ！ラッキークローバー・グランドフィナーレ！)

## Przedmioty
- Linkrun (jap. ピークルン Rinkurun) – urządzenie służące bohaterkom w Pretty Cure. Powstały przez połączenie się Pickrun z komórkami głównych bohaterek.
- Pickrun (jap. ピックルン Pikkurun) – specjalne urządzenia w kształcie kluczy. Były one wykorzystywane przez bohaterki do aktywacji transformacji w Pretty Cure, a później do zasilania swoich ataków na wersje Fresh. Są to:
  - Pirun (jap. ピルン Pirun) – Pickrun Love Momozono / Cure Peach.
  - Burun (jap. ブルン Burun) – Pickrun Miki Aono / Cure Berry.
  - Kirun (jap. キルン Kirun) – Pickrun Inori Yamabuki / Cure Pine.
  - Akarun (jap. アカルン Akarun) – Pickrun Setsuny Higashi / Cure Passion.
- Cure Stick (jap. キュアスティック Kyua Sutikku) – przedmioty służące Pretty Cure do wykonania ataków. Są to:
  - Peach Rod (jap. ピーチロッド Pīchi Roddo) – Cure Stick w posiadaniu Cure Peach, umożliwia jej wykonanie ataku Pretty Cure Love Sunshine Fresh.
  - Berry Sword (jap. ベリーソード Berī Sōdo) – Cure Stick w posiadaniu Cure Berry, umożliwia jej wykonanie ataku Pretty Cure Espoir Shower Fresh.
  - Pine Flute (jap. パインフルート Pain Furūto) – Cure Stick w posiadaniu Cure Pine, umożliwia jej wykonanie ataku Pretty Cure Healing Prayer Fresh.
- Passion Harp (jap. パッションハープ Passhon Hāpu) – broń Cure Passion; mała, czerwono-biała harfa w kształcie serca ozdobionego białymi anielskimi skrzydłami. Umożliwia jej wykonanie ataku Pretty Cure Happiness Hurricane.
- Clover Box (jap. クローバーボックス Kurōbā Bokkusu) – umożliwia wykonanie ataku Lucky Clover Grand Finale!.

## Muzyka
Opening
- „Let's! Fresh PreCure” (jap. Let's!フレッシュプリキュア) (1-25), Mizuki Moie
- „Let's! Fresh PreCure ~Hybrid Version~” (jap. Let's!フレッシュプリキュア~Hybrid.ver~for the Movie) (26-36, 43-50), Mizuki Moie, Momoko Hayashi
- „Let's! Fresh PreCure ~Hybrid Version~ for the Movie” (jap. Let's!フレッシュプリキュア~Hybrid.ver~) (37-42), Mizuki Moie, Momoko Hayashi

Ending
- „You make me happy!” (1-15), Momoko Hayashi
- „H@ppy Together” (26-50),  Mizuki Moie i Momoko Hayashi